# Animal Dance
Animal Dance ist ein Jazz-Album von  John Lewis und Albert Mangelsdorff. Es enthält überwiegend Titel, die der Komponist und Pianist John Lewis mit Albert Mangelsdorff in Trio- und Quartettbesetzung einspielte und die am 30. Juli 1962 im Studio des Südwestfunks Baden-Baden entstanden. Das Album erschien 1964 bei Atlantic Records.

## Das Album
Anfang Juni 1962 spielte das Albert-Mangelsdorff-Quintett mit Heinz Sauer, Günter Kronberg, Günter Lenz und Hartwig Bartz auf dem Jazzfestival in Bled im damaligen Jugoslawien; die Band war als Ersatz für eine verhinderte polnische Gruppe kurzzeitig engagiert worden.  John Lewis, der mit dem Modern Jazz Quartet regelmäßig in Bled auftrat und durch seine jugoslawische Frau mit dem Zagreb Jazz Quartet freundschaftlich verbunden war, hatte das Mangelsdorff-Konzert gehört. Daraufhin meinte er zu Horst Lippmann: „Für mich gibt es nur zwei Posaunisten im Jazz – der eine ist J. J. Johnson und der andere ist ... Albert Mangelsdorff.“
Lewis äußerte den Wunsch, ein gemeinsames Album aufzunehmen und überzeugte sein damaliges Label Atlantic, dieses zu veröffentlichen; die Aufnahmen wurden dann wenige Wochen später – nachdem Lewis Anfang Juli in Stockholm mit Svend Asmussen das Album European Encounter eingespielt hatte – im Studio des Südwestfunks in Baden-Baden gemacht, in einem Ad-hoc-Quartett mit Karl Theodor Geier am Bass und mit Silvije Glojnarić, der zum Zagreb Jazz Quartet gehörte, am Schlagzeug.
Zu der Session berichtete Mangelsdorff später im Interview mit Bruno Paulot:

„Wir trafen uns am frühen Nachmittag, spielten die Stücke kurz durch und nahmen auf. Hinzu kam, dass ich die Stücke, die John Lewis mitbrachte, bis dahin gar nicht kannte. Ich selbst steuerte nur einen Titel bei, Set ’Em Up, alle übrigen, mit Ausnahme eines Standards, Autumn Leaves, waren von John Lewis. Autumn Leaves spielten wir im Trio ohne Lewis. Nachts gegen 1 Uhr hörten wir auf. Ich sage bewußt „hörten auf“, denn wir waren eigentlich noch gar nicht fertig. Einen Titel hätten wir noch aufnehmen müssen; aber ich glaube, es war John Lewis, der sagte, er wäre zu müde. Später hat er den fehlenden Titel mit dem Zagreb Jazz Quartett ergänzt.“

In diesem Quartett spielten neben Silvije Glojnarić der Pianist Davor Kajfeš, Vibraphonist Boško Petrović und Bassist Miljenko Prohaska.
In der Titelkomposition Animal Dance, die zeigt, wie Lewis Mangelsdorff wahrnahm, spielte der Posaunist das „luftig-reduzierte“ Thema mit Präzision und swing; er passt „sich den unterschiedlichen Atmosphären spielend an, die Lewis für das Stück vorgesehen hat.“ In dem Triostück Autumn Leaves, das mit einer unbegleiteten Solopassage auf der Posaune beginnt und endet, überzeugt Mangelsdorff durch eine „motivisch bewusste“ Improvisation. Sein eigener Beitrag Set’ em Up ist eine Up-Tempo-Nummer, in der sein virtuoses Spiel vorgestellt wird, „das Phrasen sprengt, mit Motiven spielt, sie wiederholt, verändert, weiterentwickelt.“ In der Lewis-Komposition Monday in Milan wechselte Mangelsdorff „zwischen herrlich bluesig intonierten Passagen und einer modernen swingenden Intonation.“
Mangelsdorff merkte zu der Session mit John Lewis kritisch an, dass dessen Kompositionen „in der Konzeption sehr genau festgelegt“ waren, seine Beiträge daher aus nicht mehr aus einem bis zwei Chorussen bestanden und er „gar nicht die Möglichkeit [hatte], [sich] richtig auszuspielen.“ Dennoch sei Animal Dance insofern für ihn von Bedeutung gewesen, „als mal ein gewichtiger amerikanischer Musiker etwas mit mir machte.“ Dies habe dazu geführt, dass auf die Initiative von Horst Lippmann hin seine nächste Plattensession Tension für Columbia Records zustande gekommen sei.

## Titelliste
- John Lewis & Albert Mangelsdorff &  The Zagreb Jazz Quartet: Animal Dance (Atlantic SD 1402)

A1 John Lewis & Albert Mangelsdorff: Animal Dance (John Lewis) 2:39

A2 John Lewis & Albert Mangelsdorff: Autumn Leaves (Jacques Prévert, Joseph Kosma)  6:42

A3 John Lewis & Albert Mangelsdorff: Set ´Em Up (Mangelsdorff) 3:18

A4 John Lewis & Albert Mangelsdorff: Monday in Milan (John Lewis) 5:26

B1 John Lewis & Albert Mangelsdorff: The Sheriff (John Lewis) 3:55

B2 John Lewis & Albert Mangelsdorff: Why Are You Blue (Gary McFarland) 6:33

B3 The Zagreb Jazz Quartet: Ornaments (Davor Kajfeš) 6:33

## Rezeption
Ken Dryden vergab an das Album in AllMusic vier (von fünf) Sterne und merkte an, dass, obwohl die Musiker zuvor nicht miteinander gespielt hätten, diese schnell die Originalkompositionen von Lewis und Mangelsdorff übernahmen, wie auch den vertrauten Standard Autumn Leaves und Gary McFarlands Why Are You Blue. Die Entscheidung des Bandleaders Lewis bestätige sich durch Mangelsdorffs eindrucksvolles Spiel.
Ian Carr hob im Rough Guide: Jazz hervor, Mangelsdorffs Spiel auf Animal Dance sei wunderbar lyrisch. Die The Virgin Encyclopedia of Jazz bewertete das Album mit vier Sternen. Für den Jazzforscher Wolfgang Knauer ist die Besetzung des Schlagzeugers „die größte Schwachstelle des Albums.“

## Editorischer Hinweis
Nach den Atlantic-Ausgaben in Europa und den Vereinigten Staaten erschien Animal Dance 1975 in Japan (Atlantic P-4510A). Dort wurde auch 1992 die erste Ausgabe des Albums als Compact Disc (Atlantic AMCY-1100) in der Reihe Atlantic Jazz Master Collection veröffentlicht. Das Album wurde 1999 auch mit der Lewis-EP A Milanese Story (einem Soundtrack aus dem Jahr 1962) verkoppelt auf CD veröffentlicht.